# ЦСКА (стадіон, Душанбе)
Стадіон «ЦСКА» Міністерства оборони Республіки Таджикистан — спортивний стадіон, розташований у столиці Таджикистану — місті Душанбе. Є домашньою ареною футбольного клубу «ЦСКА-Памір».
Стадіон побудований та відкритий у 1961 році. У радянські роки на стадіоні тренувалися футболісти «ЦСКА-Памір», а також проводила свої домашні матчі молодіжна команда цього клубу. Сам «ЦСКА-Памір» грав свої домашні матчі на стадіоні «Республіканському стадіоні імені М. В. Фрунзе», який вміщував 21 400 глядачів. Також на цьому стадіоні на той час тренувалися спортсмени «ЦСКА» Міністерства оборони СРСР, а зараз тренуються спортсмени «ЦСКА» Міністерства оборони Республіки Таджикистан.
Основна команда «ЦСКА-Паміру» почала грати свої домашні матчі на цьому стадіоні, починаючи з середини 2000-х років, і наразі цей стадіон є основним для цієї команди. Окрім футбольних матчів, на стадіоні проводяться різноманітні спортивні змагання, свята міського рівня, виступи та концерти.